# Sema Salur
Pour les articles homonymes, voir Salur.
Sema Salur est une mathématicienne turco-américaine, professeure de mathématiques à l'université de Rochester .

## Éducation
En 1993 elle obtient un BS en mathématiques, à l'université du Bosphore, en Turquie. En 2000 elle obtient son doctorat en mathématiques, à l'université d'État du Michigan, avec une thèse intitulée « The Moduli Space of Special Lagrangian Submanifolds », sous la direction de Gang Tian.

## Travaux
Elle est spécialisée dans la « géométrie et la topologie des espaces de modules de sous-variétés calibrés à l'intérieur des variétés de Calabi-Yau, G 2 et Spin (7) (en) », qui sont importantes pour certains aspects de la théorie des cordes et de  la M-théorie en physique, les théories qui tentent d'unir la gravitation, l'électromagnétisme et les forces nucléaires fortes et faibles en une seule théorie du tout cohérente.

## Prix et distinctions
Elle a reçu le prix commémoratif Ruth I. Michler pour 2014-2015 un prix destiné à donner à un professeur agrégé récemment promu une bourse d'un an à l'université Cornell ; et a reçu un prix de recherche de la Fondation nationale pour la science (NSF) à partir de 2017.